# Чучалин, Александр Григорьевич
Алекса́ндр Григо́рьевич Чуча́лин (род. 5 января 1940, Реутово-1, Московская область) — советский и российский ученый, врач-пульмонолог, доктор медицинских наук (1974), профессор (1975), академик (1986) и вице-президент (1987—1990) Академии медицинских наук СССР, академик Российской академии наук (2013). Директор Научно-исследовательского института пульмонологии (1990—2017), заведующий кафедрой госпитальной терапии Педиатрического факультета РНИМУ имени Н. И. Пирогова.

## Биография
В 1957 году поступил во 2-й Московский ордена Ленина государственный медицинский институт им. Н. И. Пирогова. С 1963 по 1965 был клиническим ординатором, с 1965 по 1967 — аспирантом.
Кандидатскую диссертацию «Клинико-биохимические параллели у больных различными формами бронхиальной астмы» защитил в 1967 году, докторскую «Астматическое состояние у больных бронхиальной астмой: этиология, патогенез, клиническая картина, классификация, лечение» — в 1974. С 1974 по 1989 год работал в 4-м Главном управлении при Минздраве СССР (Кремлёвской больнице), занимавшемся медицинским обслуживанием высших должностных лиц СССР. Принимал участие в лечении Брежнева, Андропова, Громыко, Устинова, Черненко и других советских государственных деятелей.
В 1975 году получил звание профессора и возглавил кафедру госпитальной терапии (внутренних болезней) педиатрического факультета 2-го МОЛГМИ им. Н. И. Пирогова, которой заведует по сей день. С 1990 года директор НИИ пульмонологии. В том же году вышел под эгидой Министерства здравоохранения РСФСР журнал «Пульмонология», основанный А. Г. Чучалиным. В 2006 году под его руководством была проведена первая в России успешная двухсторонняя трансплантация лёгких. Был главным терапевтом Минздрава РФ (с 2005).
С 2010 года вице-президент и член Президиума Национальной медицинской палаты. Председатель Российского национального комитета по биоэтике и Комиссии РАН по научной этике (с 2017). Входит в редакционный совет Первого медицинского канала.
Почётный член Кубинской и Чешской академий наук, Европейской Академии наук и искусств, Академии «Восток—Запад», Академии Рамазини.
Один из основоположников российской школы пульмонологии. Под его руководством защищено 40 докторских и 116 кандидатских диссертаций.
Автор 17 монографий и учебников, более 1000 научных статей в российских и зарубежных журналах.

## Основные работы
- Чучалин А. Г. Бронхиальная астма. — М.: Медицина, 1985. — 160 с. — (Б-ка практ. врача). — 100 000 экз.
- Чучалин А. Г. и др. Иммунокоррекция в пульмонологии / А. Г. Чучалин, В. Я. Арион, Н. Г. Евсеев и др.; Под ред. А. Г. Чучалина. — М.: Медицина, 1989. — 250 с. — ISBN 5-225-01547-6.
- Чучалин А. Г., Черняев А. Л., Вуазен К. Патология органов дыхания у ликвидаторов аварии на Чернобыльской АЭС. — М.: Грантъ, 1998. — 272 с. — ISBN 5-89135-051-3.
- Чучалин А. Г. Бронхиальная астма. — М.: Рус. врач, 2001. — 144 с. — (Практическому врачу). — ISBN 5-7724-0035-5.
- Чучалин А. Г. и др. Практическое руководство по лечению табачной зависимости / А. Г. Чучалин, Г. М. Сахарова, К. Ю. Новиков; Всерос. науч. о-во пульмонологов НИИ пульмонологии МЗ РФ. — М., 2001. — 14 с.
- Чучалин А. Г., Синопальников А. И., Страчунский Л. С. Пневмония. — М.: Мед. информ. агентство (МИА), 2006. — 464 с. — ISBN 5-89481-338-7.
- Чучалин А. Г., Бобков Е. В. Основы клинической диагностики : руководство для врачей (+ CD-ROM). — 2-е изд. — М.: ГЭОТАР-Медиа, 2008. — 583 с. — ISBN 978-5-9704-0713-4.

Рецензии
- Толкачев Б.С. Физкультурный заслон ОРЗ. — 1-е и 2-е (1992) издания. — М.: Физкультура и спорт, 1988. — С. 156—158. — 159 с.

Интервью и комментарии
- Лескова Н. «Мы должны сделать лекарство, а не бомбу замедленного действия» // Наука и жизнь. 2020. № 6 (5 июня 2020)
- Елена Колебакина-Усманова. До 2025 года волнообразно будет все это протекать. Пульмонолог с мировым именем о том, что не так с вакциной НИЦ им. Гамалеи и дорогостоящими лекарствами. business-gazeta.ru (15 ноября 2020). Дата обращения: 22 декабря 2020.

## Награды
- Орден «За заслуги перед Отечеством» III степени (30 января 2020) — за выдающиеся заслуги в развитии здравоохранения и медицинской науки, многолетнюю добросовестную работу[2]
- Почетная грамота Кабардино-Балкарской Республики (21 января 2015) — за большой вклад в развитие здравоохранения, высокий профессионализм и многолетний добросовестный труд
- Национальная премия «Призвание» лучшим врачам России в номинации «Специальная премия Первого канала» — за проведение первой в России успешной операции по пересадке легких погибающей пациентке (2009)[3]
- Почётный профессор МГУ (2009)[4].
- Орден «За заслуги перед Отечеством» IV степени (23 сентября 2005) — за большой вклад в развитие здравоохранения, медицинской науки и многолетнюю добросовестную работу[5]
- Премия Правительства Российской Федерации в области образования (2005)[6]
- Премия Правительства Российской Федерации в области науки и техники (2002)[7][8]
- Премия Правительства Российской Федерации в области науки и техники (1995)[7][8]
- Орден «Знак Почёта» (26 июня 1981)